# Залог (Иркутская область)
Зало́г — село в Качугском районе Иркутской области России. Административный центр Залогского муниципального образования.

## География
Село расположено на расстоянии примерно 52 км к востоку от посёлка городского типа Качуг, административного центра района.

## Население
| 2002 | 2010 | 2011 | 2012 |
| ---- | ---- | ---- | ---- |
| 257  | ↘191 | ↘190 | ↘189 |

### Половой состав
По данным Всероссийской переписи, в 2010 году в селе проживал 191 человек (91 мужчина и 100 женщин).